# Indiana (novel·la)

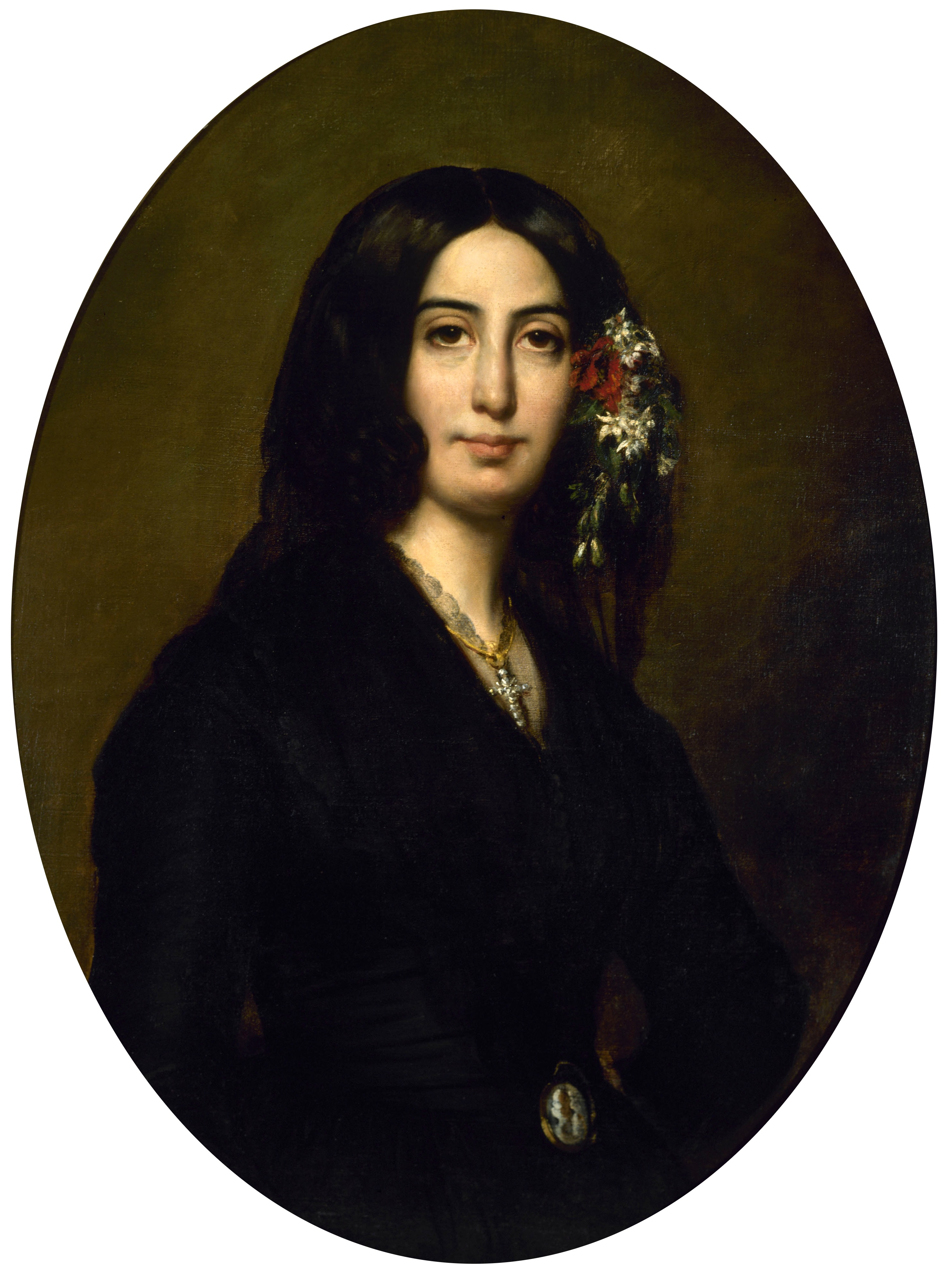
Retrat de George Sand, utilitzat a la tapa de la novel·la Indiana (Editorial Gallimard).

Indiana és la primera novel·la de George Sand, que fou publicada el mes d'abril del 1832. És la primera novel·la d'Amandine Aurore Dupin en la qual utilitza el pseudònim George Sand. A Indiana, s'ensenyen les característiques del romanticisme, el realisme i l'idealisme. La novel·la tracta d'amor i el matrimoni.
La novel·la té lloc a França i la colònia francesa de l'Illa de la Reunió (en el llibre se l'anomena Illa de Bourbon, el nom antic d'aquesta illa). Per poder descriure aquesta colònia, Sand va basar-se en les històries de viatge de Jules Néraud, un amic seu.

## Argument
El personatge principal és Indiana, una jove criolla de l'Illa de la Reunió que està casada amb un home més gran que és exoficial de l'exèrcit, el coronel Delmare. Indiana no l'estima i busca un home que l'estimi apassionadament. No pensa en el seu cosí, Ralph, que viu amb ella i el coronel. Tanmateix, Ralph ha estimat Indiana des de molt jove. Quan Raymon de Ramière, el veí jove, bònic i eloqüent, s'interessa per Indiana, ella se n'enamora. Abans, Raymon ja havia seduït la criada d'Indiana, Noun, que està embarassada d'ell. Quan Noun descobreix el que passa, se suïcida ofegant-se.
El marit d'Indiana decideix mudar-se a l'Illa de la Reunió. Indiana s'escapa de casa i va a veure Raymon durant la nit, pensant que l'acceptarà com a amant, encara que la societat ho rebutgi. Al principi, Raymon intenta seduir-la, però quan falla, la rebutja per sempre. Raymon no pot acceptar que la força d'Indiana sigui més gran que la seva i li escriu una carta en la qual intenta una altra vegada que Indiana s'enamori d'ell, tot i que no té intenció de tornar aquest amor.
Indiana ja s'ha mudat amb el coronel a l'Illa de la Reunió quan llegeix la carta de Raymon, però no se'n torna a enamorar. S'escapa una altra vegada, ara a França. Mentrestant, Raymon es casa i compra la casa d'Indiana. L'estoic Ralph, que sempre havia semblat egoista a Indiana, ve a salvar-la i li diu que el coronel Delmare ha mort a causa d'una malaltia. Decideixen suïcidar-se a l'Illa de la Reunió saltant d'una cascada. Abans del suïcidi, es declaren l'amor i creuen que seran casats al cel.
Al final de la novel·la, un viatger jove diu que ha trobat un home i una dona (Ralph i Indiana), que viuen en una plantació aïllada.